# Gladovec Pokupski
Gladovec Pokupski falu Horvátországban Zágráb megyében. Közigazgatásilag Pokupskóhoz tartozik.

## Fekvése
Zágráb központjától 35 km-re délre, községközpontjától 2 km-re északra a Kovačevac-patak völgyével párhuzamos magaslaton erdők között fekszik.

## Története
A falunak 1857-ben 277, 1910-ben 361 lakosa volt. A trianoni békeszerződés előtt Zágráb vármegye Pisarovinai járásához tartozott. 2001-ben a falunak 182 lakosa volt. Az utóbbi időkben két, főként üdülőjellegű különálló településrésze alakult ki Sunčani brijeg és Hrtić. Lakói főként mezőgazdaságból és szőlőtermesztésből élnek.

## Lakosság
| Lakosság változása | Lakosság változása | Lakosság változása | Lakosság változása | Lakosság változása | Lakosság változása | Lakosság változása | Lakosság változása | Lakosság változása | Lakosság változása | Lakosság változása | Lakosság változása | Lakosság változása | Lakosság változása | Lakosság változása |
| ------------------ | ------------------ | ------------------ | ------------------ | ------------------ | ------------------ | ------------------ | ------------------ | ------------------ | ------------------ | ------------------ | ------------------ | ------------------ | ------------------ | ------------------ |
| 1857               | 1869               | 1880               | 1890               | 1900               | 1910               | 1921               | 1931               | 1948               | 1953               | 1961               | 1971               | 1981               | 1991               | 2001               |
| 277                | 300                | 294                | 332                | 363                | 361                | 296                | 346                | 339                | 314                | 306                | 239                | 196                | 183                | 182                |

## Nevezetességei
A Szentháromság tiszteletére szentelt fakápolnája 1847-ben épült. A falu feletti magaslaton a régi Mindenszentek kápolna helyére építették, egyike a legnagyobb fakápolnáknak. A kápolna tölgyfából épült ötszögletű apszissal, a bejárat felett emelkedő oromzattal, mely felett piramis alakú toronysisakkal fedett harangtorony emelkedik. Rokokó stílusú értékes berendezését valószínűleg a régi Mindenszentek kápolnából hozták át. Legrégebbi műtárgyai az ovális Mindenszentek kép és a kis Mária a Kisjézussal mellékoltár. A kápolnában még egy Nepomuki Szent János és egy Szentháromság kép is látható, melyek a régi főoltár részei voltak.